# Herbert Bellmer
Herbert Johann Bellmer (* 28. Februar 1895 in Rönnebeck; † 5. Januar 1950 in Lübeck) war ein deutscher Pädagoge und als Schriftsteller ein wichtiger Vertreter der niederdeutschen Literatur. Er lehrte an mehreren Schulen in Norddeutschland und engagierte sich intensiv für den Erhalt und die Förderung einer niederdeutschen (plattdeutschen) Sprachkultur.

## Leben

### Herkunft, Ausbildung und Privatleben
Er entstammte einer traditionsreichen niedersächsischen Seemannsfamilie – auch sein Vater Johann Bellmer († 1897) war Kapitän – und kam in Rönnebeck an der Unterweser zur Welt. Seine schulische Ausbildung schloss Bellmer 1914 am Realgymnasium im nahen bremischen Ortsteil Vegesack ab.
Anschließend studierte er an der Christian-Albrechts-Universität zu Kiel, der Philipps-Universität Marburg, der Universität Rostock sowie der Königlichen Universität zu Greifswald Germanistik. Während seiner Zeit an letztgenannter Institution schloss er sich dem dortigen Verein abstinenter Studenten an, der im Deutschen Bund abstinenter Studenten organisiert war. Zwischen 1916 und 1918 nahm er als Frontkämpfer am Ersten Weltkrieg teil, zuletzt als Vizewachtmeister beim 3. Garde-Feldartillerie-Regiment. Kurz vor Kriegsende wurde er am 8. Oktober 1918 mit dem Eisernen Kreuz II. Klasse ausgezeichnet. Nach Wiederaufnahme des Studiums bestand er am 5. März 1920 in Greifswald mit Auszeichnung das Staatsexamen für das höhere Lehramt in den Fächern Deutsch, Englisch und Philosophie. Seine Assessorarbeit hatte dabei Die Berücksichtigung des Plattdeutschen im Deutschunterricht an den höheren Schulen zum Thema. Ab April 1920 absolvierte er seine pädagogische Ausbildung an der Realschule in Eckernförde und am Gymnasium in Plön. Im Sommer 1923 legte er in Greifswald erfolgreich das Rigorosum ab und wurde mit einer Dissertation über Die Wortwiederholung in den Werken Wolframs von Eschenbach promoviert.
Herbert Bellmer heiratete im Dezember 1928. Nach der deutschen Kapitulation und seiner Entlassung (siehe nächster Abschnitt) wurde er zehn Monate lang im Internierungslager Gadeland inhaftiert. 1949 durchlief er in Bremen ein Entnazifizierungsverfahren, war aber von wirtschaftlicher Not, unheilbarer Krankheit und den physischen Folgen der Gefangenschaft bereits stark gezeichnet. Er starb Anfang 1950 in Lübeck.

### Berufliche Laufbahn
Von April 1921 bis April 1925 arbeitete Bellmer an der deutschen Abbauabteilung der dänischen Staatsschule in Aabenraa. Es folgten Lehrtätigkeiten am Lyzeum in Elmshorn sowie an der Aufbauschule in Kappeln, ehe er im April 1926 an die Aufbauschule in Bremen (das heutige Gymnasium an der Hamburger Straße) wechselte. Mit Wirkung vom 23. September 1940 ernannte man ihn zum Direktor der Lübecker Ernestinenschule – einer Oberschule für Mädchen. In seiner Rede zur Abiturientinnenentlassung 1943, die in der Lübecker Zeitung abgedruckt wurde, „bediente [er] sich der NS-Ideologie“ und sprach von der „sowjetisch-jüdischen Weltrevolution“, den „deutschen Lebensrechten und vom Schicksalskampf, an dem auch die deutschen Mädchen teilnehmen müssten“. Auf Befehl der britischen Militärregierung wurde er im Sommer 1945 aus dem Schuldienst entlassen.
Neben seiner hauptberuflichen Tätigkeit als Lehrer und Schulleiter tat sich Bellmer als Autor und Förderer der niederdeutschen Sprache hervor. Er verfasste mehrere Bühnenstücke und Märchen, eine Abhandlung über den bremischen Schriftsteller Wilhelm Rocco und gab zudem dessen sowie Georg Drostes Werke in Auswahl neu heraus – wodurch Droste, so das Urteil von Günther Flemming, „als ‚völkischer Schriftsteller‘ vereinnahmt wurde“. Bellmers Stücke wurden unter anderem an der Niederdeutschen Bühne Oldenburg und der Niederdeutschen Bühne Hamburg uraufgeführt. Während seiner Zeit in Bremen kooperierte er eng mit dem dortigen Plattdeutschen Verein und organisierte 1939 im Auftrag der Schulbehörde eine niederdeutsche Arbeitsgemeinschaft für Lehrer an höheren Schulen.

## Werke
Niederdeutsche Theaterstücke
- De swarte Hahn. Eene fidele Mordgeschichte in eenen Törn. Hermes-Verlag Hamburg 1935.
- Takeltüüch. En lustig Spill in dree Törns. Hermes-Verlag, Hamburg 1936.
- De Düvel danzt. Speel in dree Törns. Hermes-Verlag, Hamburg 1938.
- Jan Pannkoken un de gele Hex. Plattdüütsche Määrken. Meißner-Verlag, Hamburg 1939.
- Söven Milen gegen Stroom. Plattdütsch Kumödie in 3 Törns. Hermes-Verlag, Hamburg 1949.

Hochdeutsche Theaterstücke
- Die getreue Frau. Märchenspiel in 10 Bildern nach dem gleichnamigen Volksmärchen. Arwed Strauch Verlag, Leipzig 1927.
- Thorstein. Ein Jugendspiel um Glaube und Liebe. Arwed Strauch Verlag, Leipzig 1928.
- Die Heiligen Drei König. Ein Krippenspiel. Agentur des Rauhen Hauses, Hamburg 1934.

Prosa
- Wilhelm Rocco als niederdeutscher Dichter. Arndt-Verlag Melchers & Boettcher, Bremen 1931.
- als Hrsg.: Georg Droste. Eine Auswahl aus seinen Schriften. Meißner-Verlag, Hamburg 1934.
- als Hrsg.: G. Droste: Ottjen Alldag. Leicht gekürzte einbändige Neuausgabe der drei Serienromane. Schünemann Verlag, Bremen 1937.
- als Hrsg.: W. Rocco: De Banditenbruut in Verden un anner Stuckschen. Meißner-Verlag, Hamburg 1938.

## Hörspiel
- 1966: De swarte Hahn. Heiteres niederdeutsches Hörspiel – Regie: Curt Timm

Sprecher:
- Henry Vahl: Albert Wöhlers
- Hilde Sicks: Aleid, seine Frau
- Edgar Bessen: Friderk, ihr Sohn
- Hans Fitze: Lüder Husmann, Nachbar
- Ingrid von Bothmer: Metjen, seine Frau
- Ingeborg Walther: Hanne, ihre Tochter